# Karbin
A karbin egyszeres kötéssel és 3 nem kötő elektronnal rendelkező semleges szénatomot tartalmazó vegyület. A szénatom 1 vagy 3 páratlan elektronnal rendelkezhet energiaállapottól függően, így gyök. A dublett állapot képlete R–C·, a kvartetté R–C3· (vagy ⫶C–R). Jelölik továbbá egyszerűen CR alakban is.
A karbinok tekinthetők a legegyszerűbb karbin, a metilidingyök (HC) származékainak.
Kaszatocskin 1967-ben számolt be a karbinról mint végtelen sp-hibridizált lineáris szénláncról, ahol minden elem egy szénatom.

## Elektronszerkezet
A karbinok általában dublett állapotúak: a nem kötő elektronok egy gyökkel és egy elektronpárral rendelkeznek, üres atompályát hagyva a triradikális kvartett állapottal szemben. A legegyszerűbb a CH gyök, ahol az elektronszerkezet 1σ2 2σ2 3σ2 1π. Itt a molekulapálya gyakorlatilag a szén 1s atompályája, a 2σ a C–H kötő pálya, mely a szén sp hibridpályájának és a hidrogén 1s pályájának átfedésével jön létre. A 3σ a szén nem kötő pályája, mely a hidrogéntől elmutat, míg a C–H tengelyre merőlegesen 2 nem kötő 1π pálya is található. Azonban a 3σ sp hibrid, alacsonyabb energiával a tiszta p 1π-nél, így a 3σ az 1π előtt telik meg. A CH gyök a Hund-szabálynak megfelelően 3 páratlan elektronnal rendelkező nitrogénatommal izoelektromos. Azonban a nitrogénatom 3 elfajult p pályával rendelkezik, szemben a CH gyökkel, ahol a 3σ pálya hibridizációja energiakülönbséget okoz.

## Előfordulás
A karbin rövid életű köztitermékkéntjöhet létre. Például fluormetilidin (CF) észlelhető gázfázisban a CHFBr2 fotolízisekor.
A karbinok 3 vegyértékű ligandumokként működhetnek átmenetifémmel alkotott komplexeikben, ahol a három nem kötő elektronnal fémhez kapcsolódnak. Ilyen komplexek például a Cl(CO)4W≡C-CH3, a WBr(CO)2(C5H4N)2≡C–Ar és a WBr(CO)2(PPh3)2≡C-NR2. Ilyen vegyület állítható elő W(CO)6 lítium-diizopropilamiddal való reakciójában, így (iPr2N)(OLi)C=W(CO)5 keletkezik. Ezt oxalil-bromiddal vagy trifenilfoszfin-dibromiddal oxidálják, majd trifenilfoszfint addicionálnak. Egy másik módszer metoxi-fém-karbén komplex reakciója Lewis-savval.

## Fordítás
Ez a szócikk részben vagy egészben  a   Carbyne című angol Wikipédia-szócikk ezen változatának fordításán alapul.  Az eredeti cikk szerkesztőit annak laptörténete sorolja fel. Ez a jelzés csupán a megfogalmazás eredetét és a szerzői jogokat jelzi, nem szolgál a cikkben szereplő információk forrásmegjelöléseként.